# Cosmetopus dentimanus
Cosmetopus dentimanus är en tvåvingeart som först beskrevs av Zetterstedt 1838.  Cosmetopus dentimanus ingår i släktet Cosmetopus och familjen kolvflugor. Arten är reproducerande i Sverige. Inga underarter finns listade i Catalogue of Life.